# 사라 니미츠

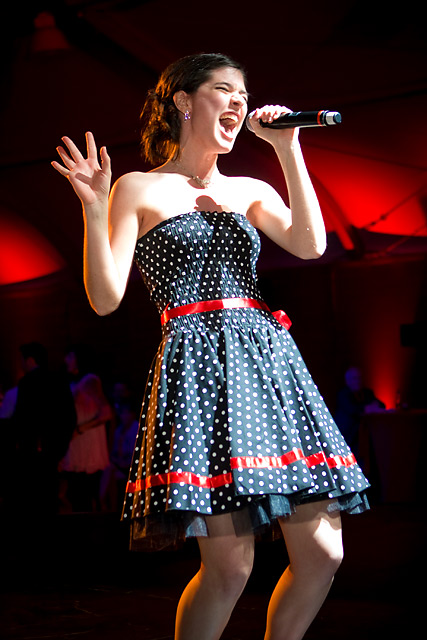

사라 니미츠(Sara Niemietz, 1992년 6월 7일 ~ )는 미국의 싱어송라이터, 가수, 작곡가, 배우, 연극 배우, 텔레비전 배우, 영화배우이다.
시카고에서 태어났다.

## 영화
- 아키라 앤 더 비 (2006년)
- 바비의 공주와 거지 (2004년)